# Jan Posselt

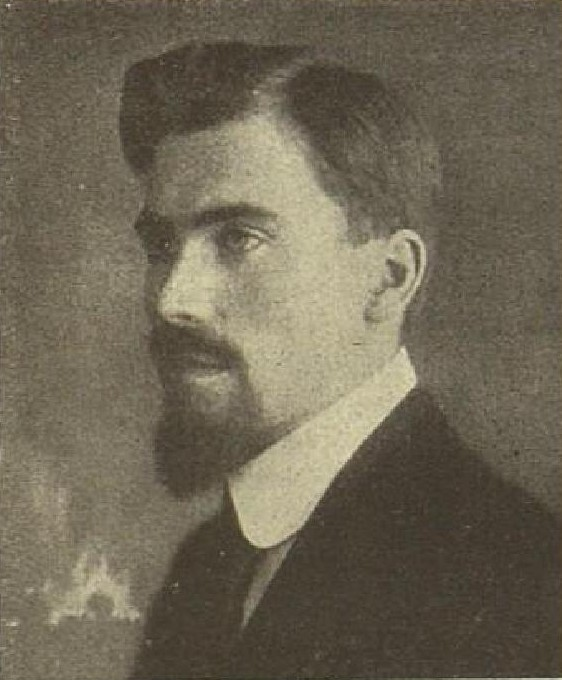
Ukázka práce fotoateliéru Posselt: portrét akademického malíře Václava Fialy (1896-1980) kolem roku 1923

Jan Posselt (18. února 1885, Praha – 31. května 1970, Praha) byl český fotograf.

## Život
Po vyučení v Mladé Boleslavi tam nějaký čas rovněž působil, pak ale pracoval mimo jiné i v Brně, ve švýcarském Lausanne, v rakouském Salcburku a německém Mnichově.
V Praze na Smíchově provozoval v letech 1910 až 1960 vlastní fotografický ateliér. Posseltův fotografický závod v Praze na Smíchově byl jedním z prvních fotografických studií, které jsou označovány jako tzv. „bytové ateliéry“. Tato pracoviště se vyznačovala používáním světelných zdrojů napájených elektřinou, což je v té době odlišovalo na jedné straně od bohatě vybavených fotografických závodů a na druhé straně především od stánků tzv. „rychlofotografů“ působících zejména na poutích, slavnostech či na výstavách.
Pro Památník národního písemnictví (PNP) pracoval Jan Posselt od roku 1961. Jan Posselt byl od roku 1915 členem Společenstva fotografů a zastával funkci předsedy Zemské jednoty společenstev fotografů v Čechách. Po roce 1918 vydával pohlednice, odborné články a publikoval recenze výstav. Jeho vzpomínky zůstaly zachovány v rukopise.
Posseltovy fotografie jsou zastoupeny ve sbírkách Uměleckoprůmyslového musea v Praze, které v roce 2023 uspořádalo jedinou výstavu autorových fotografií, Moravské galerie v Brně, Muzea hlavního města Prahy a Muzea města Brna.

## Výstavy

### Samostatné výstavy
- 2023 – Jan Posselt: Fotografie, kurátor Jan Mlčoch, Galerie Josefa Sudka, Uměleckoprůmyslové museum v Praze

### Kolektivní výstavy
- 1937 – Život presidenta Osvoboditele ve fotografii, IV. Topičův salon (1937–1949), Praha[4]
- 1963 – Československá fotografie mezi dvěma válkami, Kabinet fotografie Jaromíra Funka, Brno[4]
- 2005 – Česká fotografie 20. století / Czech photography of the 20th cent[ry, Praha[4]

## Kolektivní katalogy
- 1937 – Život presidenta Osvoboditele ve fotografii[4]
- 1963 – Československá fotografie mezi dvěma válkami[4]

## Uváděn v knihách
- 1984 – Pavel Scheufler. Praha 1848-1914 (Čtení nad dobovými fotografiemi), Panorama, nakladatelství a vydavatelství, Praha
- 1986 – Pavel Scheufler. Praha 1848-1914 (Čtení nad dobovými fotografiemi), Panorama, nakladatelství a vydavatelství, Praha

## Uváděn v antologiích a sbírkách
- 1995 – Eva Kubásková. Kdy zemřeli...? (Přehled českých spisovatelů a publicistů zemřelých v letech 1986 – 1990 a doplňky za předchozí léta Část 2. Osobnosti od písmen: K až Ž), Národní knihovna České republiky, Praha[4]
- 2005 – Vladimír Birgus, Jan Mlčoch. Česká fotografie 20. století, Uměleckoprůmyslové museum, Praha[4]

## Uváděn v encyklopediích a slovnících
- 1993 – Vladimír Birgus, Martin Hruška, Antonín Dufek, Ľudovít Hlaváč, Petr Balajka, Pavel Scheufler, Ladislav Šolc. Encyklopedie českých a slovenských fotografů, ASCO, Praha[4]
- 2003 – Slovník českých a slovenských výtvarných umělců 1950-2003 (XII. Por - Rj), Výtvarné centrum Chagall, Ostrava[4]
- 2006 – Kateřina Vítečková, Jiří Hůla, Martin Zet, Jaroslava Severová, Vladimír Birgus, Radan Wagner, Jiří Valoch, Dana Stehlíková, Olaf Hanel, Alena Nádvorníková ... a další. Nová encyklopedie českého výtvarného umění (Dodatky), Academia, nakladatelství Akademie věd České republiky, Praha[4]